# Bazylika św. Pankracego za Murami
Bazylika św. Pankracego za Murami (wł. San Pancrazio, łac. S. Pancratii) – rzymskokatolicka bazylika mniejsza i kościół tytularny w Rzymie, ufundowany przez papieża Symmachusa na początku VI wieku.
Świątynia ta jest kościołem parafialnym oraz kościołem tytularnym, mającym również rangę bazyliki mniejszej. Jest też kościołem stacyjnym z drugiej niedzieli okresu Wielkanocy.
Obecnym kardynałem-prezbiterem San Pancrazio jest Antonio Cañizares Llovera. Wśród poprzednich znajdowali się m.in. papieże Paweł IV, Klemens VIII, Innocenty XII oraz Polak, kard. Stanisław Hozjusz.

## Lokalizacja
Kościół znajduje się w XII dzielnicy Rzymu – Gianicolense (Q XII) przy Piazza San Pancrazio, na zachód od Porta San Pancrazio, na wzgórzu Janikulum.

## Patron
Patronem świątyni jest św. Pankracy – kilkunastoletni chłopiec, który poniósł śmierć męczeńską za wiarę chrześcijańską na początku IV wieku. W bazylice znajduje się relikwiarz z głową św. Pankracego, patrona świątyni.

## Historia
Bazylikę zbudowano około 500 roku na polecenie papieża Symmachusa (498-514) na miejscu grobu św. Pankracego, który został jej patronem. Kościół kilkakrotnie przebudowywano (m.in. za pontyfikatu Honoriusza I, a także w XIII wieku oraz za pontyfikatu Sykstusa IV). W 1622 roku papież Aleksander VII przekazał ją karmelitom bosym, którzy dokonali jej całkowitej renowacji. Kolejnej dokonano w XIX wieku, zachowując piętnastowieczną ceglaną fasadę z herbem Innocentego VIII. W tym samym stuleciu świątynię plądrowały wojska Napoleona Bonapartego i Giuseppe Garibaldiego, doszło wówczas do zniszczenia relikwii św. Pankracego (ocalała tylko głowa przechowywana na Lateranie, a w późniejszym czasie przeniesiona z powrotem do bazyliki św. Pankracego). W 1931 roku bazylika stała się kościołem parafialnym. Od 1997 roku bazyliką opiekują się polscy karmelici bosi, którzy zorganizowali obchody 1700-lecia męczeństwa św. Pankracego.

## Architektura i sztuka
Fasada bazyliki pochodzi z 1606 roku, jest prosta w swojej formie, ciemnoróżowa, z białymi marmurowymi obramowaniami okna i drzwi. Przy drzwiach znajdują się kolumny z VII wieku w porządku jońskim.
Kościół jest zbudowany na klasycznym planie bazylikowym z nawą główną i nawami bocznymi i apsydą. Sufit bazyliki jest rzeźbiony, z reliefem św. Pankracego pośrodku, herbem papieża Pawła V i rodziny Torres oraz głowami puttów.
Koncha apsydy udekorowana jest freskiem Luigiego Ciotti z 1959 roku, przedstawiającym Chrystusa w majestacie ze św. Pankracym i innymi świętymi.
Baldachim nad ołtarzem głównym wzniesiono w 1959 roku z wykorzystaniem wcześniejszych materiałów. Wspierają go cztery porfirowe kolumny ze złoconymi kapitelami, stojące na cokołach z szarego marmuru. Pierwotny zestaw czterech dawnych kolumn został splądrowany przez Francuzów w 1798 roku, zostały one odzyskane po przywróceniu rządu papieskiego w 1815 roku, jednak prawdopodobnie tylko tylna para jest oryginalna.
Pod ołtarzem znajduje się porfirowy sarkofag, który zawierał relikwie św. Pankracego zanim zostały zniszczone Nogi sarkofagu mają kształt lwich łap, zdobiony jest złoconym brązem, znajdują się na nim gałęzie palmowe symbolizujące męczeństwo św. Pankracego oraz symbol Chi Rho.
Relikwie głowy św. Pankracego (przeniesione z Lateranu) przechowywane są w XVI-wiecznym relikwiarzu ulokowanym w prawej nawie bocznej, na ołtarz główny są one przenoszone w dzień jego wspomnienia 12 maja. Nad relikwiarzem znajduje się płaskorzeźba przedstawiająca ścięcie św. Pankracego.
Pod kościołem znajdują się starożytne katakumby. Naprzeciwko wejścia do bazyliki znajduje się muzeum z fragmentami rzeźb oraz pogańskimi i wczesnochrześcijańskimi inskrypcjami.

## Kardynałowie prezbiterzy
Bazylika św. Pankracego za Murami jest jednym z kościołów tytularnych nadawanych kardynałom-prezbiterom (Titulus Sancti Pancratii). Tytuł ten został ustanowiony 6 lipca 1517 roku.
- Ferdinando Ponzetti (1517-1527)
- Francesco Cornaro (1528-1534)
- Gian Pietro Carafa (1537)
- Federico Cesi (1545-1550)
- Juan Álvarez de Toledo (1551-1553)
- Miguel da Silva (1553)
- Giovanni Antonio Capizucchi (1556-1562)
- Bernardo Navagero (1562)
- Stanisław Hozjusz (1562-1565)
- Simone Pasqua (1565)
- Tolomeo Gallio (1565-1568)
- Gianpaolo Della Chiesa (1568-1575)
- vacat (1575-1586)
- Ippolito Aldobrandini (1586-1592)
- Girolamo Mattei (1592-1603)
- Pietro Aldobrandini (1604-1605)
- Domenico Ginnasi (1605-1606)
- Ludovico de Torres (1606-1609)
- vacat (1609-1617)
- Gabriel Trejo y Paniagua (1617-1621)
- Cosimo de Torres (1623-1641)
- Gaspare Mattei (1643-1648)
- vacat (1648-1653)
- Francesco Maidalchini (1653-1654)
- Carlo Gualterio (1654-1667)
- Giacomo Franzoni (1670-1673)
- Pietro Vidoni (1673-1681)
- Antonio Pignatelli (1681-1691)
- Bandino Panciatici (1691-1710)
- vacat (1710-1721)
- Damian Hugo Philipp von Schönborn (1721-1726)
- Vincenzo Ludovico Gotti OP (1728-1738)
- vacat (1738-1743)
- Gioacchino Besozzi OCist (1743-1744)
- Federico Marcello Lante Montefeltro Della Rovere (1745-1753)
- Giuseppe Maria Feroni (1753-1764)
- vacat (1764-1824)
- Giovanni Battista Bussi (1824-1844)
- vacat (1844-1848)
- Carlo Vizzardelli (1848-1851)
- Clément Villecourt (1855-1867)
- Josip Mihalović (1877-1891)
- Francesco Ricci Paracciani (1891-1894)
- Achille Manara (1895-1906)
- Aristide Rinaldini (1907-1920)
- Giovanni Bonzano (1922-1924)
- Lorenzo Lauri (1927-1941)
- vacat (1941-1946)
- Carlos Carmelo de Vasconcellos Motta (1946-1982)
- José Lebrún Moratinos (1983-2001)
- Antonio Cañizares Llovera (2006-nadal)